# Leïla et les Autres
Pour plus de détails, voir Fiche technique et Distribution.
Leïla et les Autres est un film algérien réalisé par Sid Ali Mazif, sorti en 1977.

## Fiche technique
- Titre : Leïla et les Autres
- Réalisation et scénario : Sid Ali Mazif
- Production : CAAIC (Centre algérien pour l’art et l’industrie cinématographique[1])
- Pays de production :  Algérie
- Langues originales : français et arabe
- Format : couleur
- Date de sortie : 1977

## Distribution
- Nadia Samir : Leila
- Mohamed Lechaa :
- Chafia Boudraa : Yamina, la mère de Meriem
- Aida Guechoud : Meriem
- Djohra Bachene aka Djamila (chanteuse)
- Biyouna : Malika, une ouvrière
- Wahiba Chamekh : Nabila la petite sœur de Meriem

## Accueil
Le film, bien qu'en rupture avec les autres productions de l'époque, est un succès : il  enregistre plus de 600 000 entrées à sa sortie dans les salles algériennes, et devient un film culte, abordant de façon franche mais aussi humoristique des thèmes telles que la condition féminine en Algérie, les discriminations qu'elles subissent et le mariage forcé,,,. 
Dans son ouvrage consacré aux Cinémas arabes, le sociologue et critique de cinéma tunisien Khémais Khayati considère que ce film de Sid Ali Mazif constitue, comme la comédie de Merzak Allouache, Omar Gatlato, sortie la même année, une rupture dans la représentation de l'Algérie par les cinéastes de ce pays : le pouvoir perd de son sacré, un trait est tiré sur une vision idyllique de la société post-indépendance, les difficultés de la vie réelle sont abordées de façon frontale.